# Santa Maria del Prat (Argelers)

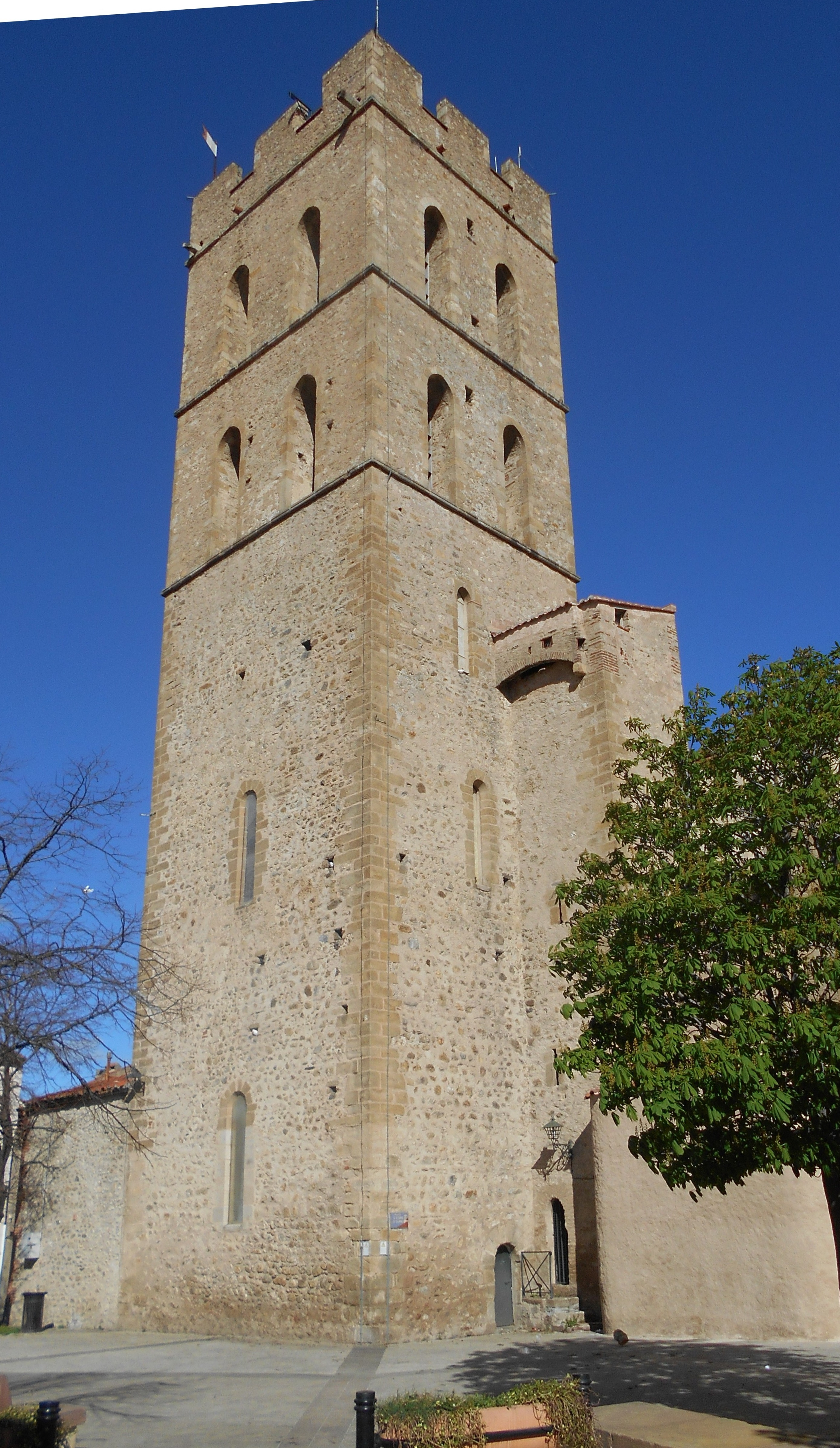
Campanar, amb elements de fortificació, com el matacà

Santa Maria del Prat, o Nostra Senyora del Prat, o dels Prats, o Santa Maria d'Argelers, és l'església parroquial de la vila d'Argelers, a la comarca del Rosselló, Catalunya del Nord.
Està situada a l'extrem sud-oest de la vila vella d'Argelers, dins del recinte de la vila fortificada.
Esmentada ja el 920, el 1178 consta com a parrochia Sancte Marie de Prato; l'advocació de Nostra Senyora, equivalent a Santa Maria, és molt tardana: apareix al llarg de tota la història. Inicialment construïda dins del romànic, al segle xiv fou construïda de bell nou dins de l'estil gòtic, no gaire present al Rosselló fora dels grans convents perpinyanencs, i dotada d'un bell campanar. Té una sola nau, capçada a ponent per un absis actualment ocupat per un altar barroc. La volta i la teulada, tot i conservar l'aparença original, van ser renovades a finals del segle xviii.

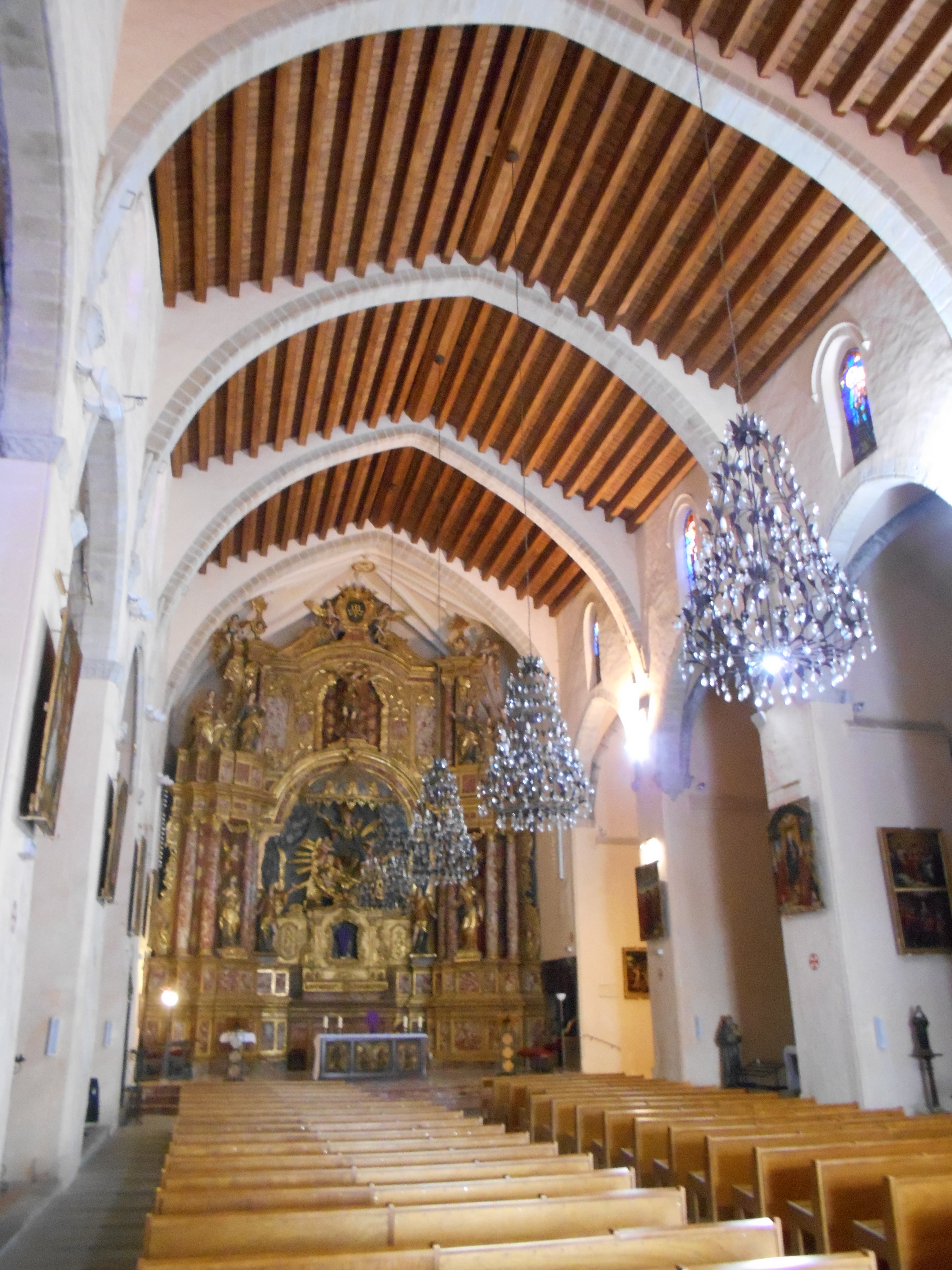
Interior de l'església

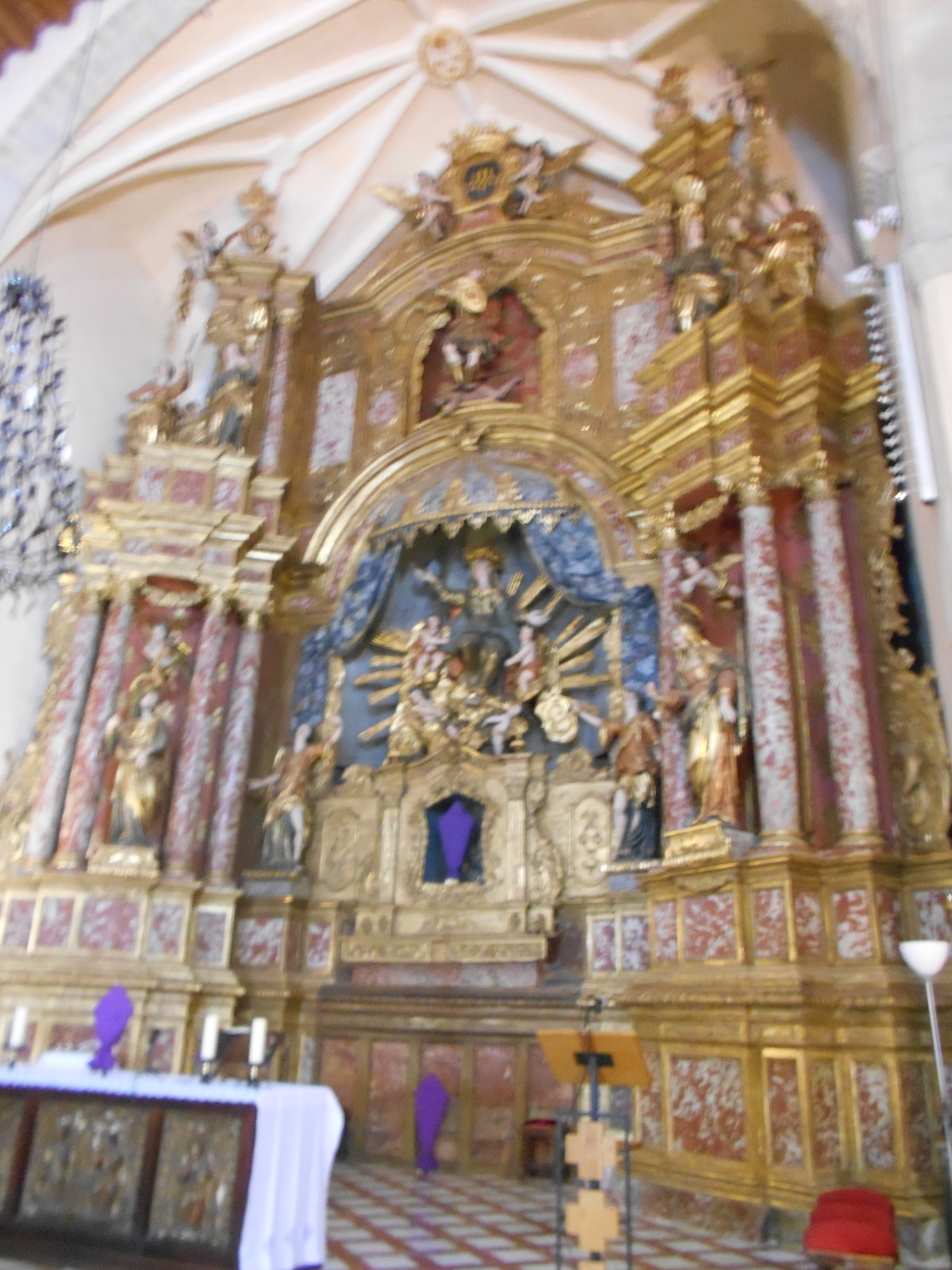
L'altar barroc

Flanqueja l'església, al costat sud-oest, un superbi campanar romànic de 34 metres, que està classificat com a monument històric. Tot i que roman inacabat, és una de les torres-campanar més altes del Rosselló. Fou successivament torre de senyals i de guaita, campanar comunal, torre de l'homenatge i cloquer. Té tres nivells, amb tres belles sales amb volta d'ogives, a més de la part per a les campanes.
Als seus peus, la plaça dels sants Cosme i Damià, patrons d'Argelers, recobreix l'espai de l'antic cementiri, que ocupà fins a principis del segle xix l'espai comprès entre les muralles i els murs exteriors de l'església. També marca el límit sud-oest de la cellera primigènia d'Argelers de la Marenda.
A l'interior de l'església es conserva una pica baptismal de l'església anterior. És del segle xiii, i té una inscripció gravada a la pedra: MAGISTER GVILLELMVS: MARCHI: DE VOLONO: ME FECIT (Em feu el mestre Guillem Marc, del Voló).